# Бутайеб, Брахим
Мулай Брахим Бутайеб (ар. مولاي ابراهيم بوطيب; род. 15 августа 1967, Хемиссет, Марокко) — марокканский бегун на длинные дистанции. Олимпийский чемпион 1988 года на дистанции 10 000 метров. Бронзовый призёр чемпионата мира 1991 года в беге на 5000 метров. Участник чемпионатов мира по кроссу в 1985, 1986 и 1992 годах. В 1991 году выиграл Средиземноморские игры. На Олимпийских играх 1992 года занял 4-е место на дистанции 5000 метров.
В 1993 году в последний раз выступил на чемпионате мира в Штутгарте, где в беге на 5000 метров занял 6-е место.